# Mistrzostwa Świata w biegu na 100 km 2006
20. Mistrzostwa Świata w biegu na 100 km – zawody lekkoatletyczne, które odbyły się 8 października 2006 w Seulu (Korea Południowa).

## Medaliści
|                         | 1. miejsce                                                         | Rezultat | 2. miejsce                                                              | Rezultat | 3. miejsce                                                                                   | Rezultat |
| Mężczyźni indywidualnie | Yannick Djouadi                                                    | 6:38:41  | Oleg Kharitonov                                                         | 6:42:18  | Denis Zhalybin                                                                               | 6:42:18  |
| Mężczyźni drużynowo     | Rosja 1. Oleg Kharitonov · 2. Denis Zhalybin · 3. Aleksei Izmailov | 20:17:23 | Francja 1. Yannick Djouadi · 2. Christophe Bachelier · 3. Sandor Barcza | 20:28:19 | Niemcy 1. Michael Sommer · 2. Jörg Hooß · 3. Sven Kersten                                    | 21:20:25 |
| Kobiety indywidualnie   | Elizabeth Hawker                                                   | 7:29:12  | Monica Carlin                                                           | 7:29:16  | Hiroko Sho                                                                                   | 7:32:04  |
| Kobiety drużynowo       | Włochy 1. Monica Carlin · 2. Paola Sanna · 3. Giovanna Cavalli     | 23:23:43 | Japonia 1. Hiroko Sho · 2. Emi Iwasaki · 3. Yoko Yamazawa               | 23:27:46 | Francja 1. Laurence Fricotteaux-Klein · 2. Magali Reymonenq-Maggiolini · 3. Christine Le Lan | 23:36:19 |

## Reprezentacja Polski

### Mężczyźni
| Miejsce | Zawodnik         | Klub                   | Rezultat |
| 28.     | Roman Elwart     | LKS Ziemi Puckiej Puck | 7:33:04  |
| 36.     | Dariusz Cichorek | KKB Finisz Kalisz      | 7:52:00  |